# Soap (film, 2006)
Pour les articles homonymes, voir Soap.
Pour plus de détails, voir Fiche technique et Distribution.
Soap (En soap), est une comédie mélodramatique danoise réalisée par Pernille Fischer Christensen en (2006), incorporant nombre des techniques austères du mouvement Dogme95. Le film, mettant en scène Trine Dyrholm et David Dencik, suit la turbulente histoire d'amour entre une esthéticienne et une transgenre pré-op dépressive. Réalisé sur un budget minime de seulement 1,5 million de dollars, c'était le premier film de Christensen. 

## Synopsis
Fraîchement séparée de son compagnon, une esthéticienne aménage juste au-dessus de l'appartement d'une femme trans pré-op dépressive. D'abord tendues, les relations entre les deux personnes que tout oppose, ou presque, évoluent progressivement entre malentendus et réconciliations.

## Fiche technique
- Réalisation : Pernille Fischer Christensen
- Scénario : Kim Fupz Andersen et Pernille Fischer Christensen
- Photographie : Erik Molberg Hansen
- Montage : Asa Mossberg
- Musique : Magnus Jarlbo et Sebastian Oberg
- Production : Lars Bredo Rahbek
- Société de distribution : Nimbus Film
- Pays de production :  Danemark
- Langue : danois
- Durée : 104 minutes
- Date de sortie : 7 avril 2006

## Distribution
- Trine Dyrholm : Charlotte
- David Dencik : Veronica
- Frank Thiel : Kristian
- Elsebeth Steentoft : la mère de Veronica
- Christian Tafdrup : Client
- Pauli Ryberg : Client
- Jakob Ulrik Lohmann : One-Night Stand
- Claes Bang : One-Night Stand
- Christian Mosbæk : narrateur (voix)

## Accueil critique
Le film reçoit un accueil mitigé. Certaines critiques le désavouant en raison de son petit budget et de ses personnages dépressifs, d'autres en louèrent les performances et les techniques inventives de Christensen.

## Récompenses
- Le film remporte le prix de la critique, le Grand prix du jury, ainsi que le prix du meilleur premier film à la Berlinale 2006.
- Soap reçoit aussi le Bodil Award pour le film danois de l'année en 2007.